# Pentile

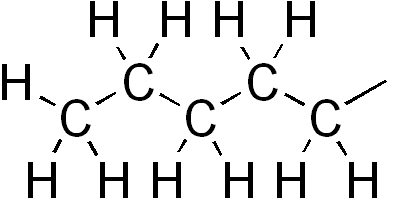
Formula di struttura del n-pentile

In chimica organica, il pentile è un gruppo funzionale alifatico, saturo, a cinque atomi di carbonio e undici atomi di idrogeno, avente formula -C5H11. Si ottiene dal pentano per eliminazione di un atomo d'idrogeno.
Il suo nome tradizionale è amile.
Esistono diverse forme isomere di tale gruppo funzionale, tra cui l'n-pentile, che è la forma lineare.

## Nomenclatura
Esistono otto diversi radicali aventi formula bruta C5H11:
| Struttura              | Nome IUPAC          | Nome comune            | Stato IUPAC | Struttura 2D |
| ---------------------- | ------------------- | ---------------------- | ----------- | ------------ |
| CH3−(CH2)4−R           | pentile             | n-pentile              |             |              |
| CH3−CH2−CH2−(CH3)−CH−R | 1-metil butile      | sec-pentile, 2-pentile |             |              |
| (CH3−CH2)2−CH−R        | 1-etil propile      | 3-pentile              |             |              |
| (CH3)2CH−CH2−CH2−R     | 3-metil butile      | Isopentile             | permesso    |              |
| (CH3)2CH−(CH3)−CH−R    | 1,2-dimetil propile |                        |             |              |
| CH3−CH2−CH−(CH3)−CH2−R | 2-metil butile      |                        |             |              |
| CH3−CH2−(CH3)2−C−R     | 1,1-dimetil propile | tert-pentile           | permesso    |              |
| (CH3)3C−CH2−R          | 2,2-dimetil propile | Neopentile             | permesso    |              |

Il prefisso n (da "normal") indica la catena lineare, mentre i prefissi sec (da "secondario") e ter (da "terziario") indicano il numero di ramificazioni che hanno origine dal carbonio 1. Il prefisso iso deriva da "isomero". La lettera R nella formula di struttura indica la restante parte della molecola alla quale è legato il pentile.
Le righe colorate in azzurro indicano gli isomeri di struttura, mentre quelle in grigio gli isomeri di posizione derivati.